# رویه ترقوه‌ای استخوان کتف
رویه ترقوه‌ای استخوان کتف یا رویه مفصلی سرشانه‌ای یک رویه کوچک بیضی‌شکل در مرز درونی زائده سرشانه‌ای برای بیان رویه سرشانه‌ای در انتهای جانبی استخوان ترقوه است.
رباط غرابی‌سرشانه‌ای به نزدیکی رویه ترقوه‌ای متصل است.

## نگارخانه

یک پویانمایی از استخوان کتف چپ و رویه ترقوه‌ای که با رنگ سرخ نشان داده شده است.
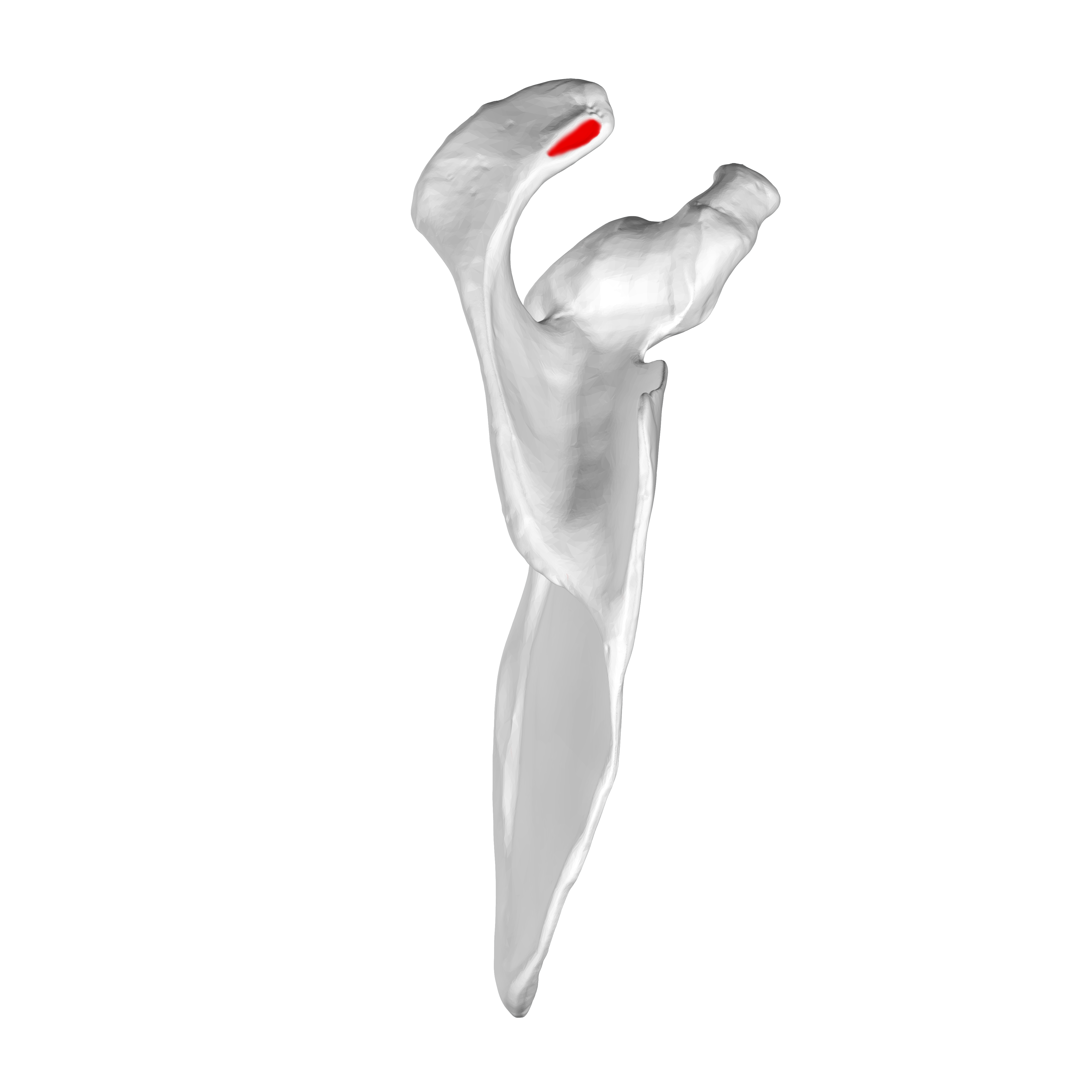
نمای بالایی درونی رویه ترقوه‌ای که با رنگ سرخ نشان داده شده است.
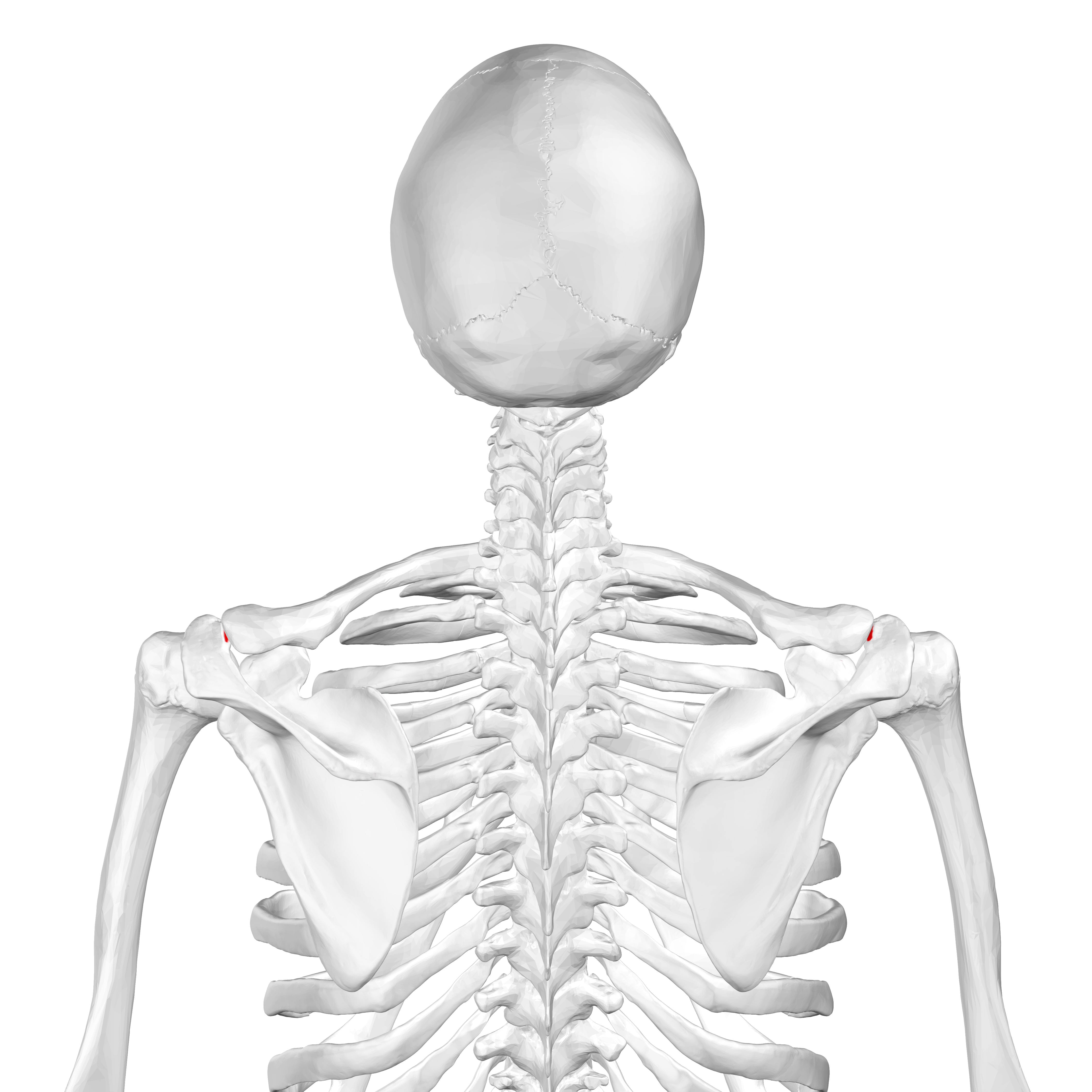
نمای پشتی و رویه ترقوه‌ای که با رنگ سرخ نشان داده شده است.

## کد
- کد TA - A02.4.01.010
- شناسه FMA - FMA 63568